# Michael J. Crowe
Pour les articles homonymes, voir Crowe.
Michael J. Crowe (né en 1936) est un historien des sciences américain, professeur émérite John J. Cavanaugh (en), du programme d'études libérales et du programme d'études supérieures en histoire et philosophie des sciences de l'université de Notre-Dame. Il est surtout connu pour avoir écrit le livre influent A History of Vector Analysis. 

## Formation et carrière
Crowe obtient un bachelor dans le programme d'études libérales et un bachelor en sciences de l'Université de Notre Dame en 1958. Il obtient un doctorat en histoire des sciences (avec des mineurs en physique et en histoire intellectuelle) de l'Université du Wisconsin en 1965. Sa thèse de doctorat est intitulée The History of the Idea of a Vectorial System to 1910 (L'histoire de l'idée d'un système vectoriel jusqu'en 1910)  et a été publiée sous le titre A History of Vector Analysis deux ans plus tard. 
Après le grand débat sur les vecteurs dans les années 1890, il était généralement admis que les quaternions avaient été remplacés par l'analyse vectorielle. Mais dans ce livre publié en 1967, Crowe montre comment, au contraire, l'analyse vectorielle découle directement des quaternions. En 1994, une nouvelle édition est publiée.
Par la suite, Crowe écrit sur divers sujets, depuis l'histoire de la physique et de l'astronomie  jusqu'aux changements de Gestalt dans les histoires de Sherlock Holmes de Sir Arthur Conan Doyle. Le livre de Crowe sur l'histoire du débat sur la vie extraterrestre est très apprécié, et il est suivi par un livre source complémentaire en 2008.

## Distinctions
En 2010, Crowe reçoit le prix LeRoy E. Doggett d'astronomie historique de l'Union américaine d'astronomie. 